# Valea (Hunyad megye)
Valea románul: Valea, falu Romániában, Erdélyben, Hunyad megyében.

## Fekvése
Brassó mellett fekvő település.

## Története
Valea korábban Brassó része volt. 1956-ban vált külön településsé 183 lakossal.
1966-ban 154, 1977-ben 115, 1992-ben 45 román lakosa volt.